# Robert Seguso
Robert Arthur Seguso (ur. 1 maja 1963 w Minneapolis) – amerykański tenisista, złoty medalista olimpijski z Seulu (1988), czterokrotny zwycięzca turniejów wielkoszlemowych w deblu, lider rankingu deblowego ATP World Tour, reprezentant w Pucharze Davisa. Największe sukcesy osiągał wspólnie z Kenem Flachem.
Jego żoną jest Carling Bassett.

## Kariera tenisowa
Seguso triumfował w 29 zawodach deblowych: 28 razy w parze z Kenem Flachem oraz raz z Andersem Järrydem. Para Flach–Seguso wygrywała m.in. w wielkoszlemowych Wimbledonie (1987 i 1988) i US Open (1985). Na kortach w Nowym Jorku Amerykanie osiągnęli także finały w latach 1987 i 1989. W 1988 roku podczas igrzysk olimpijskich w Seulu debel zdobył złoty medal w rywalizacji gry podwójnej.
Razem z Järrydem tenisista wygrał French Open w 1987 roku.
W latach 1985–1991 reprezentował Stany Zjednoczone w Pucharze Davisa – w 12 meczach deblowych odniósł 10 zwycięstw.
Przez 62 tygodnie był liderem rankingu ATP deblistów (po raz pierwszy 9 września 1985, po raz ostatni 2 maja 1988). W rankingu singlowym najwyżej notowany na 22. pozycji (9 marca 1987).

### Finały w turniejach ATP World Tour
| Legenda                                      |
| -------------------------------------------- |
| Wielki Szlem                                 |
| Igrzyska olimpijskie                         |
| Tennis Masters Cup / ATP Finals              |
| ATP Masters Series / ATP Tour Masters 1000   |
| ATP International Series Gold / ATP Tour 500 |
| ATP International Series / ATP Tour 250      |

#### Gra podwójna (29–20)
| Końcowy wynik | Nr  | Data                 | Turniej            | Nawierzchnia    | Partner       | Przeciwnicy                        | Wynik finału                  |
| ------------- | --- | -------------------- | ------------------ | --------------- | ------------- | ---------------------------------- | ----------------------------- |
| Finalista     | 1.  | 13 listopada 1983    | Tajpej             | Dywanowa (hala) | Ken Flach     | Wally Masur Kim Warwick            | 6:7, 4:6                      |
| Zwycięzca     | 1.  | 27 maja 1984         | Rzym               | Ceglana         | Ken Flach     | John Alexander Mike Leach          | 3:6, 6:3, 6:4                 |
| Finalista     | 2.  | 15 lipca 1984        | Newport            | Trawiasta       | Ken Flach     | David Graham Laurie Warder         | 4:6, 6:7                      |
| Zwycięzca     | 2.  | 22 lipca 1984        | Boston             | Ceglana         | Ken Flach     | Gary Donnelly Ernie Fernández      | 6:4, 6:4                      |
| Zwycięzca     | 3.  | 12 sierpnia 1984     | Indianapolis       | Ceglana         | Ken Flach     | Heinz Günthardt Balázs Taróczy     | 7:6, 7:5                      |
| Zwycięzca     | 4.  | 16 września 1984     | Los Angeles        | Twarda          | Ken Flach     | Wojciech Fibak Sandy Mayer         | 4:6, 6:4, 6:3                 |
| Zwycięzca     | 5.  | 28 października 1984 | Hongkong           | Twarda          | Ken Flach     | Mark Edmondson Paul McNamee        | 6:7, 6:3, 7:5                 |
| Zwycięzca     | 6.  | 5 listopada 1984     | Tajpej             | Dywanowa (hala) | Ken Flach     | Drew Gitlin Henry Pfister          | 6:1, 6:7, 6:2                 |
| Zwycięzca     | 7.  | 6 stycznia 1985      | Londyn Masters WCT | Dywanowa (hala) | Ken Flach     | Heinz Günthardt Balázs Taróczy     | 6:3, 3:6, 6:3, 6:0            |
| Finalista     | 3.  | 24 lutego 1985       | La Quinta          | Twarda          | Ken Flach     | Heinz Günthardt Balázs Taróczy     | 6:3, 6:7, 3:6                 |
| Zwycięzca     | 8.  | 31 marca 1985        | Fort Myers         | Twarda          | Ken Flach     | Sammy Giammalva Jr. David Pate     | 3:6, 6:3, 6:3                 |
| Finalista     | 4.  | 7 kwietnia 1985      | Chicago            | Dywanowa (hala) | Ken Flach     | Johan Kriek Yannick Noah           | 6:3, 6:4, 5:7, 1:6, 4:6       |
| Zwycięzca     | 9.  | 12 maja 1985         | Forest Hills       | Ceglana         | Ken Flach     | Givaldo Barbosa Ivan Kley          | 7:5, 6:2                      |
| Finalista     | 5.  | 19 maja 1985         | Rzym               | Ceglana         | Ken Flach     | Anders Järryd Mats Wilander        | 6:4, 3:6, 2:6                 |
| Zwycięzca     | 10. | 16 czerwca 1985      | Londyn             | Trawiasta       | Ken Flach     | Pat Cash John Fitzgerald           | 3:6, 6:3, 16–14               |
| Zwycięzca     | 11. | 28 lipca 1985        | Indianapolis       | Ceglana         | Ken Flach     | Pavel Složil Kim Warwick           | 6:4, 6:4                      |
| Finalista     | 6.  | 11 sierpnia 1985     | Stratton Mountain  | Twarda          | Ken Flach     | Scott Davis David Pate             | 6:3, 6:7, 6:7                 |
| Zwycięzca     | 12. | 18 sierpnia 1985     | Montreal           | Twarda          | Ken Flach     | Stefan Edberg Anders Järryd        | 5:7, 7:6, 6:3                 |
| Zwycięzca     | 13. | 8 września 1985      | US Open, Nowy Jork | Twarda          | Ken Flach     | Henri Leconte Yannick Noah         | 6:7, 7:6, 7:6, 6:0            |
| Zwycięzca     | 14. | 27 października 1985 | Tokio              | Dywanowa (hala) | Ken Flach     | Scott Davis David Pate             | 4:6, 6:3, 7:6                 |
| Zwycięzca     | 15. | 9 lutego 1986        | Memphis            | Dywanowa (hala) | Ken Flach     | Guy Forget Anders Järryd           | 6:4, 4:6, 7:6                 |
| Zwycięzca     | 16. | 30 marca 1986        | Chicago            | Dywanowa (hala) | Ken Flach     | Eddie Edwards Francisco González   | 6:0, 7:5                      |
| Finalista     | 7.  | 8 marca 1987         | Key Biscayne       | Twarda          | Ken Flach     | Paul Annacone Christo Van Rensburg | 2:6, 4:6, 4:6                 |
| Zwycięzca     | 17. | 7 czerwca 1987       | French Open, Paryż | Ceglana         | Anders Järryd | Guy Forget Yannick Noah            | 6:7, 6:7, 6:3, 6:4, 6:2       |
| Zwycięzca     | 18. | 5 lipca 1987         | Wimbledon, Londyn  | Trawiasta       | Ken Flach     | Sergio Casal Emilio Sánchez        | 3:6, 6:7, 7:6, 6:1, 6:4       |
| Finalista     | 8.  | 19 lipca 1987        | Livingston         | Twarda          | Ken Flach     | Gary Donnelly Greg Holmes          | 6:7, 3:6                      |
| Zwycięzca     | 19. | 23 sierpnia 1987     | Cincinnati         | Twarda          | Ken Flach     | Steve Denton John Fitzgerald       | 7:5, 6:3                      |
| Finalista     | 9.  | 13 września 1987     | US Open, Nowy Jork | Twarda          | Ken Flach     | Stefan Edberg Anders Järryd        | 6:7, 2:6, 6:4, 7:5, 6:7       |
| Finalista     | 10. | 18 października 1987 | Sydney             | Twarda (hala)   | Boris Becker  | Darren Cahill Mark Kratzmann       | 3:6, 2:6                      |
| Finalista     | 11. | 15 listopada 1987    | Wembley            | Dywanowa (hala) | Ken Flach     | Miloslav Mečíř Tomáš Šmíd          | 5:7, 4:6                      |
| Finalista     | 12. | 11 grudnia 1987      | Londyn             | Dywanowa (hala) | Ken Flach     | Miloslav Mečíř Tomáš Šmíd          | 4:6, 5:7, 7:6, 3:6            |
| Finalista     | 13. | 28 marca 1988        | Key Biscayne       | Twarda          | Ken Flach     | John Fitzgerald Anders Järryd      | 6:7, 1:6, 5:7                 |
| Zwycięzca     | 20. | 13 czerwca 1988      | Londyn             | Trawiasta       | Ken Flach     | Pieter Aldrich Danie Visser        | 6:2, 7:6                      |
| Zwycięzca     | 21. | 4 lipca 1988         | Wimbledon, Londyn  | Trawiasta       | Ken Flach     | John Fitzgerald Anders Järryd      | 6:4, 2:6, 6:4, 7:6(3)         |
| Finalista     | 14. | 7 sierpnia 1988      | Indianapolis       | Twarda          | Ken Flach     | Rick Leach Jim Pugh                | 4:6, 3:6                      |
| Zwycięzca     | 22. | 14 sierpnia 1988     | Toronto            | Twarda          | Ken Flach     | Andrew Castle Tim Wilkison         | 7:6, 6:3                      |
| Zwycięzca     | 23. | 1 października 1988  | Seul               | Twarda          | Ken Flach     | Sergio Casal Emilio Sánchez        | 6:3, 6:4, 6:7(5), 6:7(1), 9:7 |
| Zwycięzca     | 24. | 13 listopada 1988    | Wembley            | Dywanowa (hala) | Ken Flach     | Martin Davis Brad Drewett          | 7:5, 6:2                      |
| Finalista     | 15. | 20 listopada 1988    | Detroit            | Dywanowa (hala) | Ken Flach     | Rick Leach Jim Pugh                | 4:6, 1:6                      |
| Zwycięzca     | 25. | 23 kwietnia 1989     | Tokio              | Twarda          | Ken Flach     | Kevin Curren David Pate            | 7:6, 7:6                      |
| Zwycięzca     | 26. | 20 sierpnia 1989     | Cincinnati         | Twarda          | Ken Flach     | Pieter Aldrich Danie Visser        | 6:4, 6:4                      |
| Finalista     | 16. | 10 września 1989     | US Open, Nowy Jork | Twarda          | Ken Flach     | John McEnroe Mark Woodforde        | 4:6, 6:4, 3:6, 3:6            |
| Finalista     | 17. | 8 października 1989  | Orlando            | Twarda          | Ken Flach     | Scott Davis Tim Pawsat             | 5:7, 7:5, 4:6                 |
| Finalista     | 18. | 24 marca 1991        | Miami              | Twarda          | Ken Flach     | Wayne Ferreira Piet Norval         | 7:5, 6:7, 2:6                 |
| Zwycięzca     | 27. | 5 maja 1991          | Tampa              | Ceglana         | Ken Flach     | David Pate Richey Reneberg         | 6:7, 6:4, 6:1                 |
| Finalista     | 19. | 21 lipca 1991        | Waszyngton         | Twarda          | Ken Flach     | Scott Davis David Pate             | 4:6, 2:6                      |
| Zwycięzca     | 28. | 11 sierpnia 1991     | Cincinnati         | Twarda          | Ken Flach     | Grant Connell Glenn Michibata      | 6:7, 6:4, 7:5                 |
| Zwycięzca     | 29. | 18 sierpnia 1991     | Indianapolis       | Twarda          | Ken Flach     | Kent Kinnear Sven Salumaa          | 7:6, 6:4                      |
| Finalista     | 20. | 24 listopada 1991    | Johannesburg       | Twarda (hala)   | Ken Flach     | John Fitzgerald Anders Järryd      | 4:6, 4:6, 6:2, 4:6            |

### Starty wielkoszlemowe (gra podwójna)
| Turniej         | 1983 | 1984 | 1985 | 1986 | 1987 | 1988 | 1989 | 1990 | 1991 | 1992 | 1993 | 1994 | 1995 | Wygrane turnieje | Bilans w turnieju |
| --------------- | ---- | ---- | ---- | ---- | ---- | ---- | ---- | ---- | ---- | ---- | ---- | ---- | ---- | ---------------- | ----------------- |
| Australian Open | 3R   | 2R   | –    | –    | SF   | –    | –    | –    | –    | –    | –    | –    | –    | 0 / 3            | 5–3               |
| French Open     | –    | 1R   | QF   | QF   | W    | QF   | –    | 2R   | 2R   | –    | –    | –    | 1R   | 1 / 8            | 17–7              |
| Wimbledon       | –    | 3R   | 1R   | QF   | W    | W    | SF   | QF   | 3R   | 1R   | –    | –    | 1R   | 2 / 10           | 26–8              |
| US Open         | 3R   | 2R   | W    | –    | F    | SF   | F    | 3R   | SF   | –    | –    | –    | –    | 1 / 8            | 29–6              |
| Bilans spotkań  | 4–2  | 3–4  | 9–2  | 6–2  | 20–2 | 13–2 | 9–2  | 6–2  | 7–3  | 0–1  | 0–0  | 0–0  | 0–2  | N/A              | 77–24             |

Legenda
     W, wygrał turniej
     F, przegrał w finale
     SF, przegrał w półfinale
     QF, przegrał w ćwierćfinale
     4R, 3R, 2R, 1R przegrał w IV, III, II, I rundzie
     –, nie startował w turnieju głównym